# Schaduwen boven Innsmouth
Schaduwen boven Innsmouth (originele titel The Shadow Over Innsmouth, ook uitgegeven als De bezoeker uit de duisternis) is een horrornovelle van de Amerikaanse schrijver H.P. Lovecraft. Hij schreef het verhaal in 1931. Het is het enige verhaal van Lovecraft dat reeds tijdens zijn leven in boekvorm werd uitgebracht in plaats van als vervolgverhaal in een tijdschrift.

## Inhoud
Het verhaal is opgedeeld in vijf hoofdstukken en wordt verteld door een man die in het verhaal zelf naamloos blijft, maar volgens enkele notities die Lovecraft had gemaakt toen hij het verhaal schreef Robert Olmstead heet. Olmstead begint zijn verhaal met de mededeling dat er recentelijk door de overheid een onderzoek is gestart naar het dorpje Innsmouth, Massachusetts. Dit onderzoek is naar aanleiding van iets wat Olmstead daar zelf meegemaakt heeft.
Vervolgens vertelt Olmstead over zijn belevenissen in Innsmouth. Hij was destijds op doorreis naar Arkham, toen hij in Newburyport voor het eerst hoorde over Innsmouth, een oud en vervallen dorpje bijna geheel geïsoleerd van de buitenwereld, en dat door bijna alle niet-inwoners gemeden wordt. Nieuwsgierig geworden besluit hij Innsmouth aan te doen op zijn reis. Eenmaal in Innsmouth ontdekt hij dat alle bewoners een opmerkelijk uiterlijk hebben: bijna hybride mens-visachtigen. Enige uitzondering is een winkelbediende, die niet uit Innsmouth komt. Hij geeft Olmstead een kaart van de stad en het advies dat een man genaamd Zadok Allen meer weet over de geschiedenis van Innsmouth.
Het derde hoofdstuk beslaat vrijwel geheel het gesprek tussen Allen en Olmstead. Allen vertelt onder andere over een ras van zeewezens genaamd de Deep Ones, die in ruil voor mensenoffers de inwoners van Innsmouth van grote visvangsten en juwelen voorzien. Deze wezens kunnen ook met mensen nakomelingen verwekken die op zowel land als in water kunnen leven en een uitzonderlijk lang leven hebben.
In het vierde hoofdstuk brengt Olmstead gedwongen de nacht door in het enige hotel van Innsmouth, nadat de bus naar Arkham door motorpech niet kan vertrekken. Wanneer hij hoort dat iemand zijn kamer binnen probeert te dringen, ontsnapt hij door het raam. Al snel blijken in het dorp de Deep Ones rond te lopen en naar hem op zoek te zijn. Olmstead slaagt erin een verlaten treinspoor te bereiken en hierlangs de stad te verlaten.
Het laatste hoofdstuk omschrijft de jaren die volgen nadat Olmstead weer in de bewoonde wereld arriveert en zijn verhaal vertelt. Hij doet meer onderzoek naar Innsmouth en ontdekt dat zijn voorouders hier ook vandaan komen. Langzaam begint Olmstead zelf te veranderen in een van de mens-Deep One hybriden. Hij accepteert dit echter en maakt al plannen om Innsmouth weer eens te bezoeken.

## Inspiratie
Volgens Robert M. Price waren met name Robert W. Chambers' "The Harbor-Master" en Irvin S. Cobb's "Fishhead" literaire inspiratiebronnen voor Lovecraft. Chambers' verhaal gaat bijvoorbeeld over de ontdekking van de restanten van een ras van amfibiemensen. Lovecraft schreef in een brief aan Frank Belknap Long onder de indruk te zijn van dit verhaal. Het verhaal "Fishhead" gaat eveneens over een op een vis lijkende mensachtige.
De omschrijving die Lovecraft geeft van de Deep Ones lijkt op die van zeewezens uit H.G. Wells' korte verhaal In the Abyss.
Het personage Robert Olmstead is deels op Lovecraft zelf gebaseerd. Net als Lovecraft zoekt hij bijvoorbeeld op zijn reis naar de goedkoopste route en nuttigt enkel goedkope maaltijden.

## Connecties met andere verhalen
- Innsmouth en zijn inwoners komen ook ter sprake in het verhaal "The Thing on the Doorstep".
- August Derleth gebruikte de Deep Ones voor zijn verhalen "Innsmouth Clay" en "The Shuttered Room".

## Bewerkingen
- De film Lemora  uit 1973 is deels gebaseerd op Schaduwen boven Innsmouth, maar dan met vampieren in de rol van de Deep Ones.
- De gebeurtenissen uit Schaduwen boven Innsmouth vormen een van de verhaallijnen in de film Dagon uit 2001.
- Het plaatsje Innsmouth is een locatie in het spel Call of Cthulhu: Dark Corners of the Earth.
- De film Cthulhu uit 2007 is deels gebaseerd op Schaduwen boven Innsmouth.
- Dark Adventure Radio Theatre: The Shadow Over Innsmouth is een hoorspel van het verhaal, geproduceerd door de H. P. Lovecraft Historical Society.
- Het verhaal diende als basis voor het Duitse spellenboek "Stadt der Dämonen".[9]
- Verschillende bands en artiesten hebben zich door het verhaal laten inspireren, zoals Metallica[10], God Module, en Darkest of the Hillside Thickets.